# 창원 성흥사 목조아미타여래삼존좌상
창원 성흥사 목조아미타여래삼존좌상(昌原 聖興寺 木造阿彌陀如來三尊坐像)은 대한민국 경상남도 창원시 진해구, 성흥사에 있는 불상이다. 2015년 6월 11일 경상남도의 유형문화재 제579호로 지정되었다.

## 지정사유
창원 성흥사 목조아미타여래삼존좌상은 성흥사 대웅전에 봉안되어 있는 본존불상과 좌우협시보살상이다. 삼존불은 연화대좌 위에 앉아있는데 아미타여래좌상을 중심으로 좌우에 연화가지를 든 관음보살상과 대세지보살상이다.
창원 성흥사 목조아미타여래삼존좌상의 얼굴표현과 옷자락, 옷주름 등은 17세기 중엽에 경상도 지역을 중심으로 활동하였던 조각승 희장이 제작한 불상과 매우 유사하다.
현재 복장 발원문은 남아있지 않지만 양식적인 특징에서 분석할 수 있는 제작시기와 상통한 점에서 1658년경 희장계 작품일 가능성이 매우 높다. 희장은 양산 통도사와 부산 범어사를 비롯한 경상도와 전라도 지역에 많은 작품을 남긴 17세기 중엽경의 가장 대표적인 조각승이다.
따라서, 제작연대의 파악이 가능하고, 조각기법이 우수한 작품이므로 ‘경상남도 유형문화재’로 지정한다.

## 참고 자료
- 창원 성흥사 목조아미타여래삼존좌상 - 국가유산청 국가유산포털